# Emile-Albert-Léon Humblot
Emile-Albert-Léon Humblot, francoski general, * 1881, † 1962.